# Test matches de mitad de año 2018

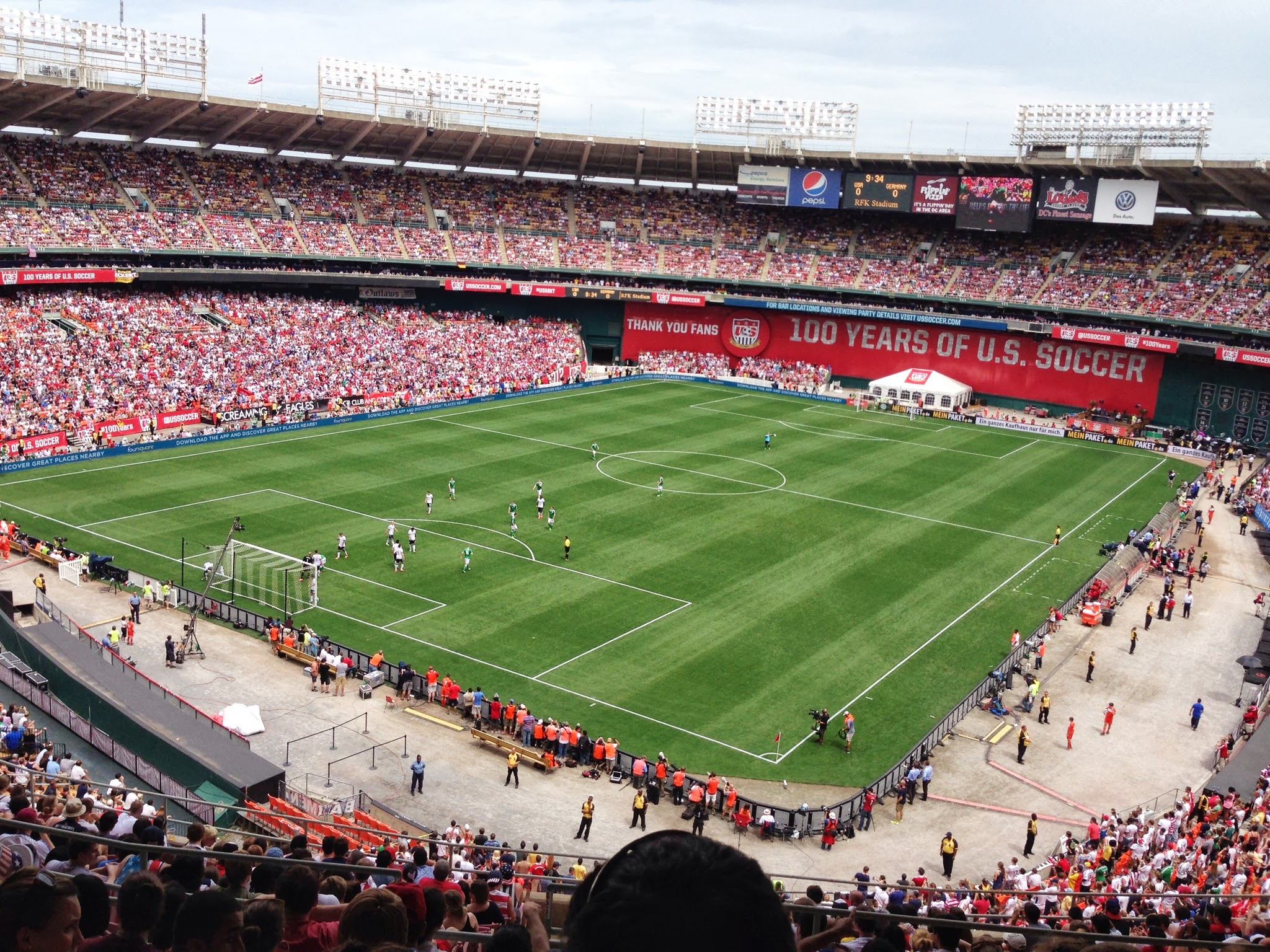
El Estadio Robert F. Kennedy albergó un partido de rugby por primera vez en su historia.

Los test matches de mitad de año 2018 se desarrollaron desde fines de mayo a los días finales de junio.

## Mayo
Los Barbarians no vencían a Inglaterra desde junio de 2014.
| 27 de mayo  | Inglaterra                                                                                             | 45 – 63 | Barbarians | Estadio de Twickenham, Twickenham                          |                                                            |
| 15:00 (BST) | Tries Daly 16' Francis 20', 30' Mercer 27' Launchbury 55' May 76' Conversiones Ford (6) Penal Ford 48' |         | Tries 3', 6', 24' Ashton 11', 79' Vito 38' Russell 43' Radradra 59' Timani 71' Laidlaw Conversiones 3', 7', 12', 26', 40', 44', 59' (7) Russell 72' Laidlaw 80' Fernández Lobbe | Asistencia: 51.636 espectadores Árbitro(s): Mathieu Raynal | Asistencia: 51.636 espectadores Árbitro(s): Mathieu Raynal |

Fue el primer enfrentamiento.
| 31 de mayo | Georgia                                                          | 16 – 15 | Barbarians franceses                                                   | Estadio Borís Paichadze, Tiflis                               |                                                               |
|            | Tries Matiashvili 50' Todua 75' Penales Matiashvili (2) 19', 23' |         | Tries 37' Placines 80' Muscarditz Conversión 39' Mathy Penal 63' Mathy | Asistencia: 30.000 espectadores Árbitro(s): Christophe Ridley | Asistencia: 30.000 espectadores Árbitro(s): Christophe Ridley |

## Junio
| 2 de junio | Sudáfrica                                                                                          | 20 – 22 | Gales                                                                                       | Estadio Robert F. Kennedy, Washington D. C.                |                                                            |
| 17:00 (ET) | Tries Ismaiel 43' Mapimpi 58' Conversiones Jantjies (2) 44', 59' Penales Jantjies 18' Du Preez 73' |         | Tries 30' Amos 33' Williams 74' Elias Conversiones 31', 35' (2) Anscombe Penal 47' Anscombe | Asistencia: 21.357 espectadores Árbitro(s): Matthew Carley | Asistencia: 21.357 espectadores Árbitro(s): Matthew Carley |

### Semana 2
| 9 de junio | Japón                              | 34 – 17 | Italia                         | ?, ?                                     |                                          |
|            | Tries Conversiones (2) Penales (2) |         | Tries Conversiones (2) Penales | Asistencia: . espectadores Árbitro(s): ? | Asistencia: . espectadores Árbitro(s): ? |

| 9 de junio   | Nueva Zelanda | 52 – 11 | Francia                                    | Eden Park, Auckland                                     |                                                         |
| 19:35 (NZST) | Tries B. Barrett 21' Taylor 52' B. Smith 55' Ioane 61', 74' McKenzie 63' Laumape 66' Savea 78' Conversiones B. Barrett (3) 54', 57', 80' Penales B. Barrett (2) 13', 47' |         | Tries 6' Grosso Penales 19', 35' (2) Parra | Asistencia: 45.850 espectadores Árbitro(s): Luke Pearce | Asistencia: 45.850 espectadores Árbitro(s): Luke Pearce |

| 9 de junio   | Australia                                                                   | 18 – 9 | Irlanda                           | Estadio Suncorp, Brisbane                                             |                                                                       |
| 20:00 (AEST) | Tries Foley 33' Pocock 71' Conversiones Foley 73' Penales Foley (2) 2', 69' |        | Penales 13', 25', 55' (3) Carbery | Asistencia: 46.273 espectadores Árbitro(s): Marius van der Westhuizen | Asistencia: 46.273 espectadores Árbitro(s): Marius van der Westhuizen |

| 9 de junio   | Sudáfrica | 42 – 39 | Inglaterra | Estadio Ellis Park, Johannesburgo                        |                                                          |
| 17:05 (SAST) | Tries De Klerk 19' Nkosi 29', 33' Le Roux 38' Dyantyi 64' Conversiones Pollard (4) 30', 34', 39', 65' Penales Pollard (3) 10', 51', 75' |         | Tries 3' Brown 12' Daly 16' Farrell 69' Itoje 77' May Conversiones 4', 14', 17', 77' (4) Farrell Penales 1' Daly 40' Farrell | Asistencia: 55.260 espectadores Árbitro(s): Ben O'Keeffe | Asistencia: 55.260 espectadores Árbitro(s): Ben O'Keeffe |

| 9 de junio  | Argentina                                                          | 10 – 23 | Gales | Estadio San Juan del Bicentenario, Pocito                |                                                          |
| 16:40 (HOA) | Tries Lezana 77' Conversión González Iglesias 77' Penal Sánchez 2' |         | Tries 7' J. Davies 26' North Conversiones 8', 27' (2) Patchell Penales 35', 44' (2) Patchell 80' Anscombe | Asistencia: 23.200 espectadores Árbitro(s): Andrew Brace | Asistencia: 23.200 espectadores Árbitro(s): Andrew Brace |

| 9 de junio | Estados Unidos                     | 62 – 13 | Rusia                          | ?, ?                                     |                                          |
|            | Tries Conversiones (2) Penales (2) |         | Tries Conversiones (2) Penales | Asistencia: . espectadores Árbitro(s): ? | Asistencia: . espectadores Árbitro(s): ? |

| 9 de junio | Canadá                             | 10 – 48 | Escocia                        | ?, ?                                     |                                          |
|            | Tries Conversiones (2) Penales (2) |         | Tries Conversiones (2) Penales | Asistencia: . espectadores Árbitro(s): ? | Asistencia: . espectadores Árbitro(s): ? |

### Semana 3
| 16 de junio | Japón                                                                                         | 22 – 25 | Italia | Estadio Parque Misaki, Kōbe                             |                                                         |
| 14:00 (JST) | Tries Tupou 59' Mafi 64' Matsushima 79' Conversiones Matsuda (2) 60', 65' Penal Yu Tamura 33' |         | Tries 18' Benvenuti 25' Ghiraldini 43' Polledri Conversiones 19', 44' (2) Allan Penales 71', 73' (2) Allan | Asistencia: 20.276 espectadores Árbitro(s): Nick Briant | Asistencia: 20.276 espectadores Árbitro(s): Nick Briant |

| 16 de junio | Nueva Zelanda                      | 26 – 13 | Francia                        | ?, ?                                     |                                          |
|             | Tries Conversiones (2) Penales (2) |         | Tries Conversiones (2) Penales | Asistencia: . espectadores Árbitro(s): ? | Asistencia: . espectadores Árbitro(s): ? |

| [[]] | Australia                          | 21 – 26 | Irlanda                        | ?, ?                                     |                                          |
|      | Tries Conversiones (2) Penales (2) |         | Tries Conversiones (2) Penales | Asistencia: . espectadores Árbitro(s): ? | Asistencia: . espectadores Árbitro(s): ? |

| [[]] | Sudáfrica                          | 23 – 12 | Inglaterra                     | ?, ?                                     |                                          |
|      | Tries Conversiones (2) Penales (2) |         | Tries Conversiones (2) Penales | Asistencia: . espectadores Árbitro(s): ? | Asistencia: . espectadores Árbitro(s): ? |

| [[]] | Argentina                          | 12 – 30 | Gales                          | ?, ?                                     |                                          |
|      | Tries Conversiones (2) Penales (2) |         | Tries Conversiones (2) Penales | Asistencia: . espectadores Árbitro(s): ? | Asistencia: . espectadores Árbitro(s): ? |

| [[]] | Canadá                             | 20 – 43 | Rusia                          | ?, ?                                     |                                          |
|      | Tries Conversiones (2) Penales (2) |         | Tries Conversiones (2) Penales | Asistencia: . espectadores Árbitro(s): ? | Asistencia: . espectadores Árbitro(s): ? |

| [[]] | Estados Unidos                     | 30 – 29 | Escocia                        | ?, ?                                     |                                          |
|      | Tries Conversiones (2) Penales (2) |         | Tries Conversiones (2) Penales | Asistencia: . espectadores Árbitro(s): ? | Asistencia: . espectadores Árbitro(s): ? |

### Semana 4
| 23 de junio | Fiyi                               | 19 – 27 | Tonga                          | ?, ?                                     |                                          |
|             | Tries Conversiones (2) Penales (2) |         | Tries Conversiones (2) Penales | Asistencia: . espectadores Árbitro(s): ? | Asistencia: . espectadores Árbitro(s): ? |

| 23 de junio | Japón                              | 28 – 0 | Georgia                        | ?, ?                                     |                                          |
|             | Tries Conversiones (2) Penales (2) |        | Tries Conversiones (2) Penales | Asistencia: . espectadores Árbitro(s): ? | Asistencia: . espectadores Árbitro(s): ? |

| 23 de junio | Nueva Zelanda                      | 49 – 14 | Francia                        | ?, ?                                     |                                          |
|             | Tries Conversiones (2) Penales (2) |         | Tries Conversiones (2) Penales | Asistencia: . espectadores Árbitro(s): ? | Asistencia: . espectadores Árbitro(s): ? |

| 23 de junio | Australia                          | 16 – 20 | Irlanda                        | ?, ?                                     |                                          |
|             | Tries Conversiones (2) Penales (2) |         | Tries Conversiones (2) Penales | Asistencia: . espectadores Árbitro(s): ? | Asistencia: . espectadores Árbitro(s): ? |

| 23 de junio | Sudáfrica                          | 10 – 25 | Inglaterra                     | ?, ?                                     |                                          |
|             | Tries Conversiones (2) Penales (2) |         | Tries Conversiones (2) Penales | Asistencia: . espectadores Árbitro(s): ? | Asistencia: . espectadores Árbitro(s): ? |

| 23 de junio | Canadá                             | 17 – 42 | Estados Unidos                 | ?, ?                                     |                                          |
|             | Tries Conversiones (2) Penales (2) |         | Tries Conversiones (2) Penales | Asistencia: . espectadores Árbitro(s): ? | Asistencia: . espectadores Árbitro(s): ? |

En Argentina Leonardo Senatore llegó a 50 partidos, debutaron Juan Cruz Mallia y Bautista Ezcurra. Para Escocia es la victoria con mayor diferencia obtenida.
| 23 de junio | Argentina                                                                       | 15 – 44 | Escocia | Estadio Centenario, Resistencia                            |                                                            |
| 16:40 (HOA) | Tries Lezana 49' González Iglesias 57' Conversión Sánchez 50' Penal Sánchez 17' |         | Tries 1', 38' G. Horne 7' Kinghorn 12' McInally 20' Bradbury 53' Fife Conversiones 1', 8', 14', 21' (4) P. Horne Penales 27', 61' (2) P. Horne | Asistencia: 22.340 espectadores Árbitro(s): Mathieu Raynal | Asistencia: 22.340 espectadores Árbitro(s): Mathieu Raynal |